# Leather Peak
Leather Peak är en bergstopp i Kanada.   Den ligger i provinsen Alberta, i den centrala delen av landet, 3 200 km väster om huvudstaden Ottawa. Toppen på Leather Peak är 2 457 meter över havet.
Terrängen runt Leather Peak är bergig åt sydväst, men åt nordost är den kuperad.Trakten runt Leather Peak är nära nog obefolkad, med mindre än två invånare per kvadratkilometer.. 
I omgivningarna runt Leather Peak växer i huvudsak barrskog.